# Czesław Chruszczewski

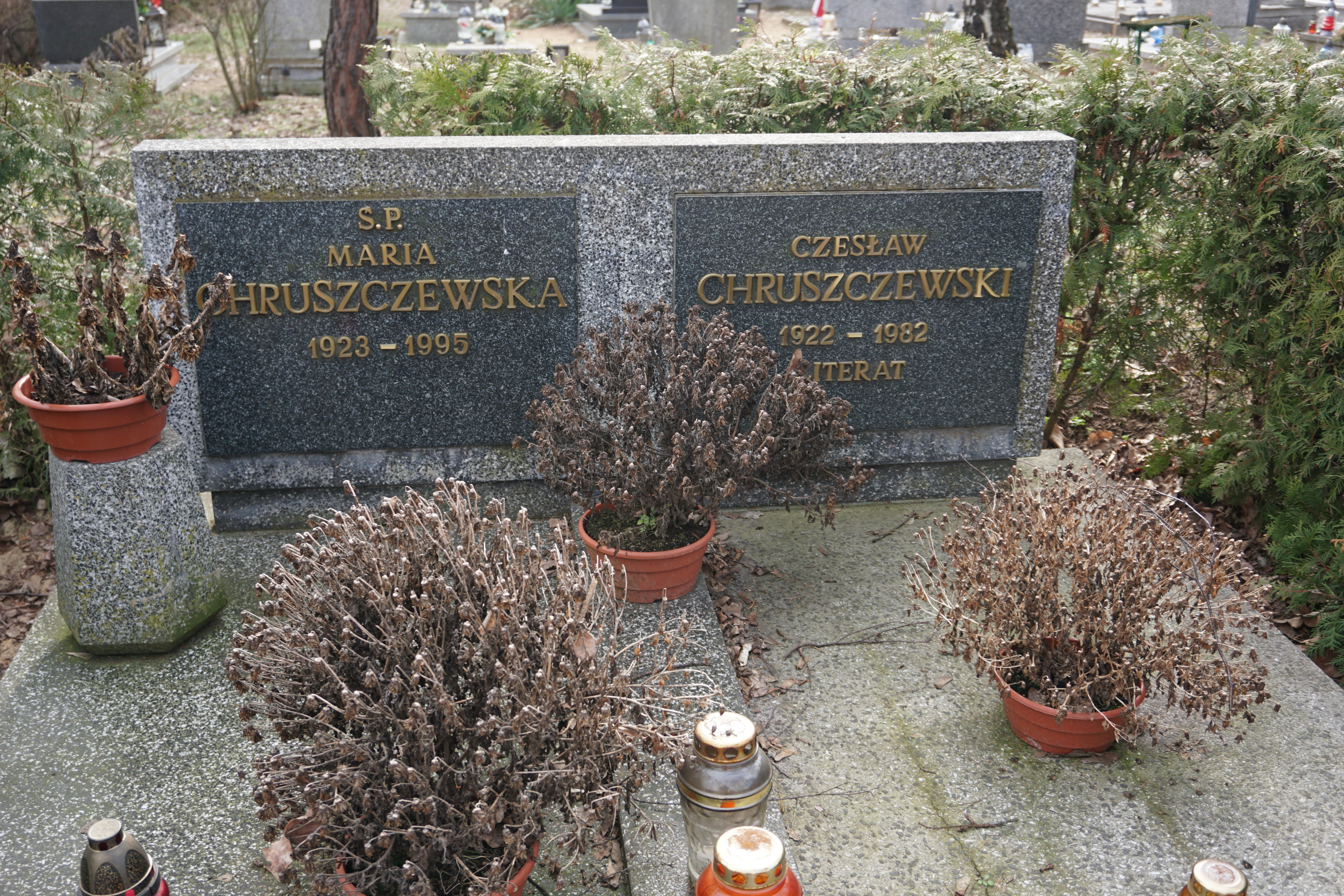
Czesław Chruszczewski sírja Poznańban

Czesław Chruszczewski (Łódź, 1922. május 8. – Poznań, 1982. február 12.) lengyel tudományos-fantasztikus író.

## Élete
Apja Stanisław Kempner-Chruszczewski újságíró volt. Irodalmi pályafutását az 1960-as években kezdte, igazán népszerűvé az 1970-es években vált. Könyveket, valamint rádió- és televíziójátékok forgatókönyveit alkotta. Néhány művét lefordították orosz, cseh, magyar, német és spanyol nyelvre. Fotel na autostradzie című novellájából Janisz Kubik rendezett filmet Gdzie jesteś Luizo címmel 1964-ben. Munkásságáért számos díjat kapott,  1966-ban rádiójátékaiért a lengyel Rádió és Televíziós bizottság tüntette ki, a World SF első, trieszti kongresszusán tudományos-fantasztikus életművét díjazták (1972). Az 1973-es poznańi nemzetközi írótalálkozón Rok 10 000 című regénye kapott elismerést. A SF Eurocon grenoble-i második (1974) és poznańi harmadik (1976) kongresszusán a fantasztikus irodalom területén végzett munkásságát díjazták. A World SF európai bizottsága alelnöke volt. A Poznańi Junikowo temetőben temették el.

## Munkái

### Regények
- Bardzo dziwny świat (1960)
- Magiczne schody (1965)
- Pacyfik-Niebo (1967)
- Bitwa pod Pharsalos (1969)
- Różne odcienie bieli (1970)
- Rok 10 000 (1973)
- Dookoła tyle cudów (1973)
- Fenomen Kosmosu (1975)
- Potrójny czas galaktyki (1976)
- Gdy niebo spadło na ziemię (1978)
- Powtórne stworzenie świata (1979)
- Miasto nie z tej planety (1981)

### Antológiák
- Ludzie i gwiazdy (1976)
- Gwiazdy Galaktyki (1981)

## Magyarul megjelent művei
- A kozmosz tüneménye. Tudományos fantasztikus regény; ford. Murányi Beatrix, életrajz Kuczka Péter, jegyz. Buda Béla; Kozmosz Könyvek, Bp., 1977 (Kozmosz Fantasztikus Könyvek)
- Bonaparte az óriások országában (novella, Galaktika 18., 1976)
- Napóleon és Caroline (novella, Galaktika 18., 1976)
- Nefertari (novella, Galaktika 18., 1976)
- A fehér különböző árnyalatai (novella, Galaktika 18., 1976)
- A zene elhallgat egy pllanatra (novella, Galaktika 18., 1976)
- A Málnavörös Oah Tó (novella, Galaktika 18., 1976; utánközlés: Metagalaktika 1., 1978)
- Ház a Polama utcában (novella, Galaktika 18., 1976)
- A tízezredik év (regényrészlet, Galaktika 18., 1976)
- A zöld hajúak (novella, Galaktika 18., 1976)
- Ki volt az első? (novella, Galaktika 18., 1976)
- A város (novella, Galaktika 38., 1980)
- A város, amelyik lesz (novella, Galaktika 41., 1981)

## Fordítás
- Ez a szócikk részben vagy egészben  a   Czesław Chruszczewski című lengyel Wikipédia-szócikk ezen változatának fordításán alapul.  Az eredeti cikk szerkesztőit annak laptörténete sorolja fel. Ez a jelzés csupán a megfogalmazás eredetét és a szerzői jogokat jelzi, nem szolgál a cikkben szereplő információk forrásmegjelöléseként.